# El primer beso del sol
El primer beso del sol es un óleo sobre lienzo del pintor francés Jean-Léon Gérôme de 1886. Fue presentado en el Salón de Artistas Franceses de París de ese mismo año bajo la referencia "1043". Fue comprado por un coleccionista privado durante una venta en Christie's de Nueva York en 2003. Mide 54 × 100,4 cm.

## Descripción
El primer beso del sol representa las pirámides de Guiza a la luz del sol naciente. La vista es hacia el oeste, mientras el sol naciente ilumina las primeras pirámides pero no las más distantes, lo que contrasta con el primer plano detallado. La cabeza de la Esfinge apenas se ve en la llanura del centro.
En primer plano hay un campamento de tiendas con varios camellos cerca de un abrevadero. La vegetación es escasa, con sólo unos pocos árboles y pasto.
La obra está firmada J. L. Gerome abajo a la derecha entre los matojos de hierba.

## Historia
Gérôme representó perfectamente los colores de este amanecer. De hecho, Robert Isaacson, que compró el cuadro en 1962 por seiscientos dólares, fue a El Cairo y vio que la luz del sol juega con las partículas de arena en el aire y provoca este fenómeno natural que forma esta división visible en el cielo.
Un estudio al óleo de las pirámides y algunos estudios al óleo de las palmeras fueron vendidos por Sotheby's Parke-Bernet en 1978.
Gerald Ackerman describe la pintura como “ …el paisaje más magníficamente compuesto y pintado de Gérôme».

El artista ejecutó numerosos paisajes de Egipto con camellos:

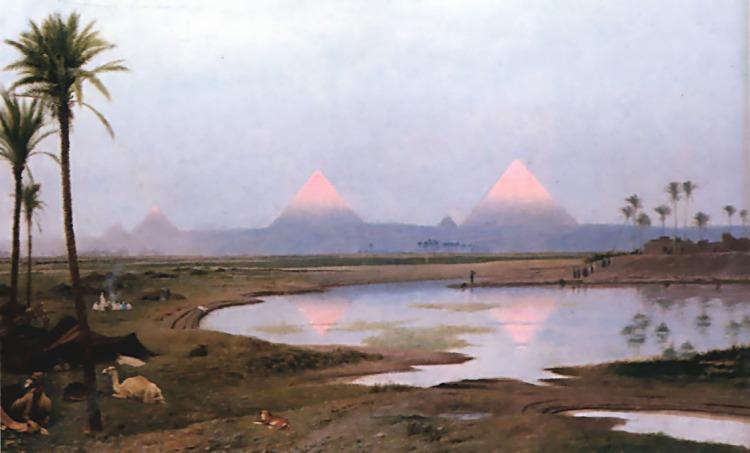
Las pirámides.
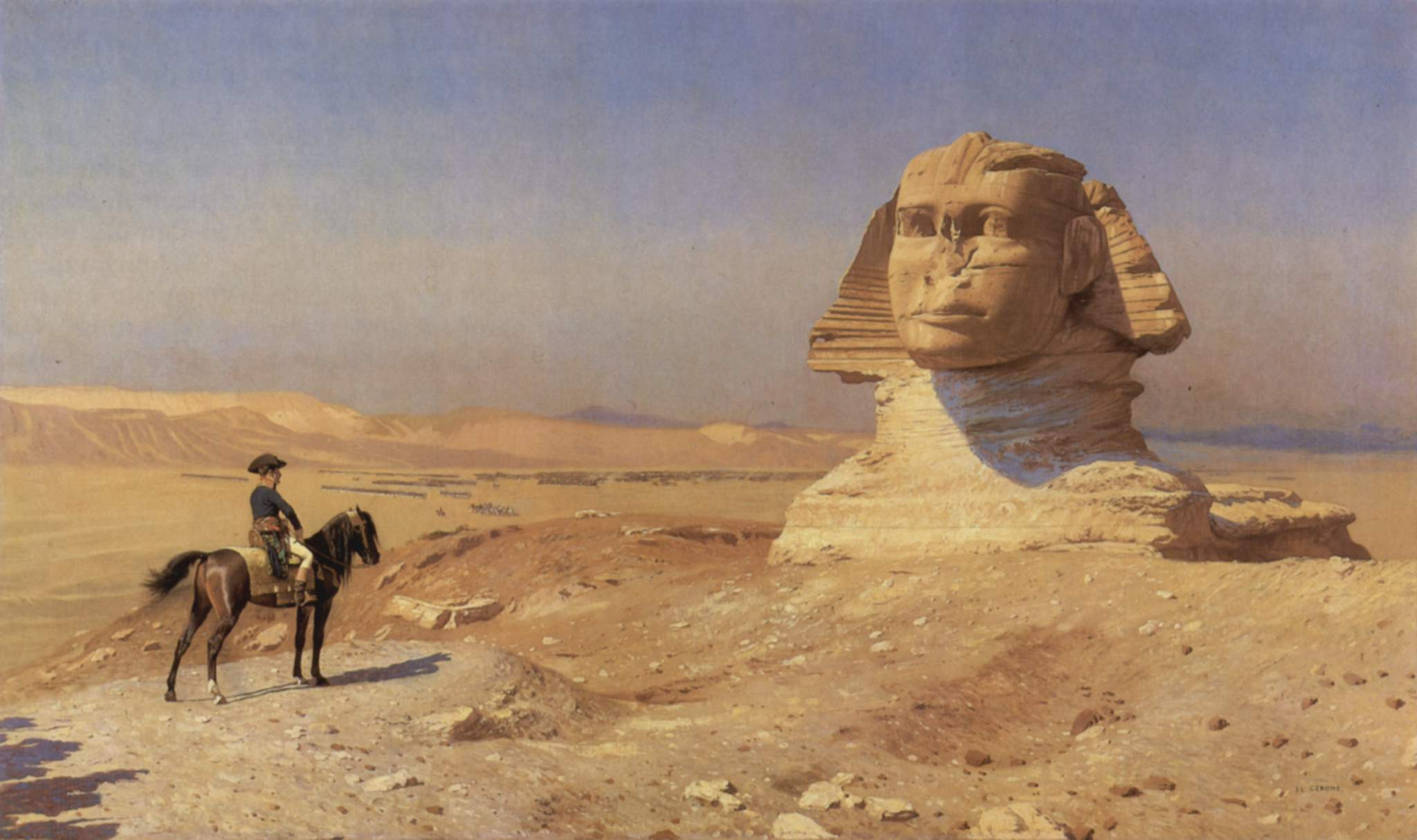
Bonaparte ante la Esfinge.
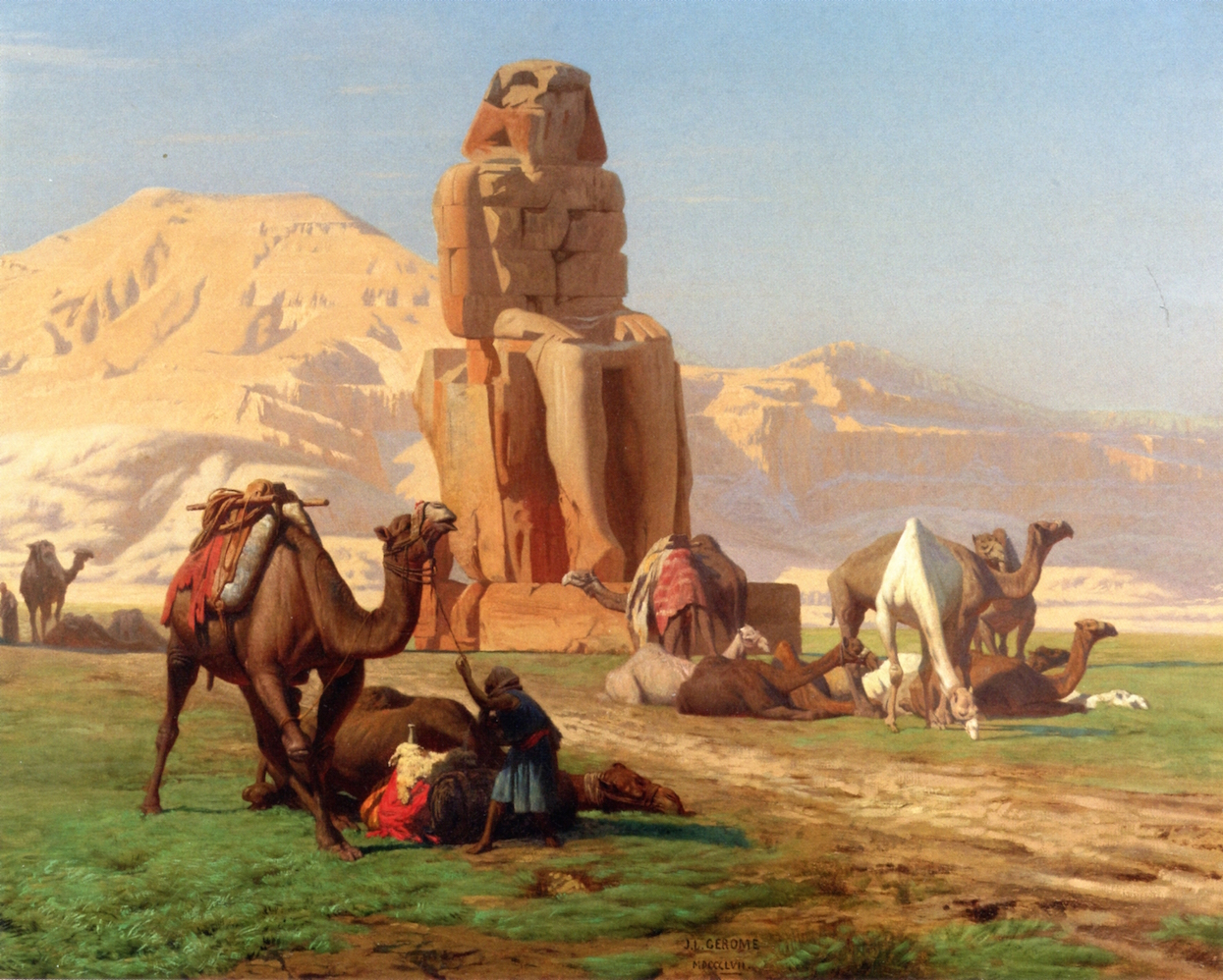
Los colosos de Memnón.
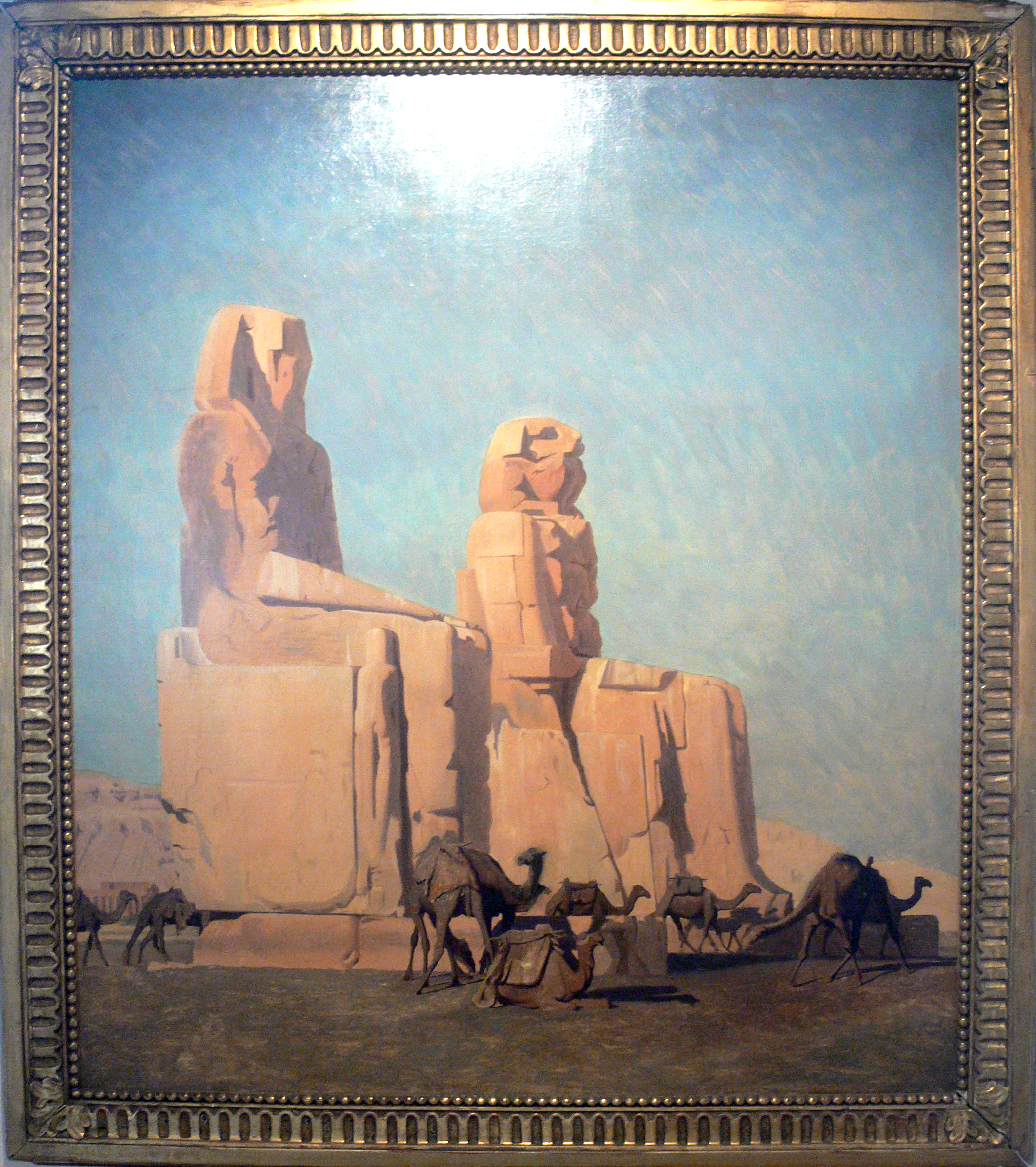
Los colosos de Tebas, Memnón y Sesostris.
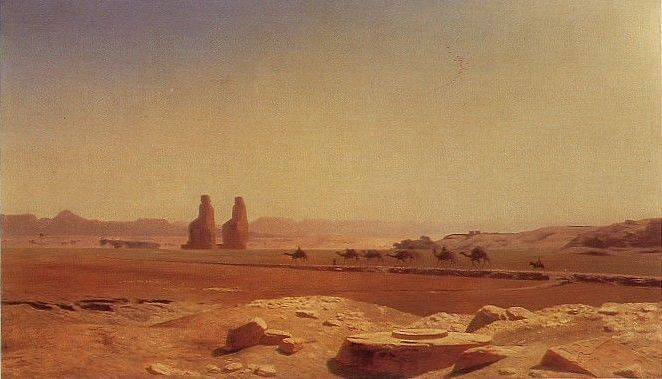
La llanura de Tebas en el Alto Egipto.
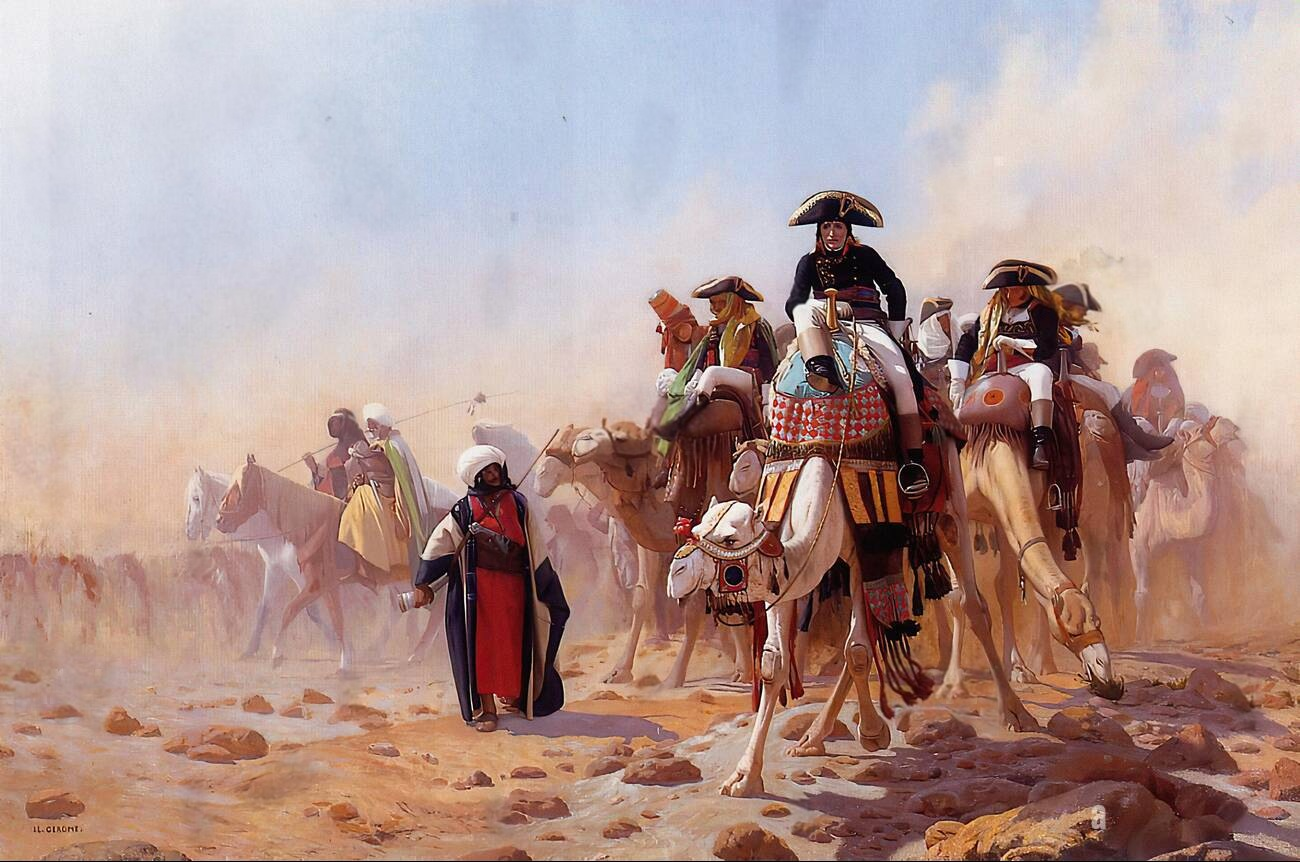
Napoleón durante su campaña en Egipto.